# Jesy Nelson
Pour les articles homonymes, voir Nelson.
Jessica Louise Nelson, connue sous le nom de Jesy Nelson, née le 14 juin 1991 à Romford en Angleterre, est une chanteuse et ancienne membre du groupe britannique Little Mix. Elle auditionne en 2011 pour le télé crochet anglais The X Factor et est choisie pour former le groupe Little Mix avec trois autres membres : Jade Thirlwall, Leigh-Anne Pinnock et Perrie Edwards. Elle quitte le groupe en décembre 2020 et commence une carrière solo en signant un contrat avec le label Polydor.

## Biographie

### Jeunesse
Jessica Louise Nelson est née à Romford en Angleterre. Son père, John Nelson est un homme d'affaires tandis que sa mère Janis White est policière et elle a deux frères et une sœur ; Jonathan, Joseph et Jade. Elle étudie à l'école Jo Richardson Community School et à l'Académie des Arts Abbs Cross Academy and Arts College, l'une de ses camarades de classe est Rita Ora.

### Carrière
Avant d'auditionner pour l'émission, elle était barmaid dans un bar à Londres. Pour son audition, elle reprend la chanson Bust Your Windows de la chanteuse américaine Jazmine Sullivan,. Elle échoue lors du passage au bootcamp mais elle forme un duo avec Perrie Edwards appelé Faux Pas et ce duo s'ajoute à celui de Jade Thirlwall et Leigh-Anne Pinnock appelé Orion pour créer le groupe Rhytmix. Le groupe change de nom, devenant Little Mix, avant la fin de l'émission et remporte la saison du télé crochet en décembre 2011. Le groupe signe alors un contrat avec le label Syco Music fondé par Simon Cowell. Jesy Nelson quitte le groupe en décembre 2020 soit 9 ans après la formation du groupe, en raison de problèmes de santé mentale. Elle explique : 
« I find the constant pressure of being in a girl group and living up to expectations very hard »
« J'étais sous pression permanente et répondre aux attentes est très difficile lorsqu'on est dans un groupe de filles. »
Son premier single, Boyz est un duo avec la rappeuse trinidadienne Nicki Minaj, sorti en octobre 2021.

### Vie privée
Elle avoue avoir subi du harcèlement scolaire ce qui a contribué à la faire souffrir d'alopécie pendant son adolescence. Lors de la sortie du documentaire Odd One Out diffusé sur la BBC One, elle n'hésite pas à parler de problème physique. Elle déclare être affamée avant les tournages vidéos ou les émissions télévisées puis qu'elle s'empiffre juste après. Certains haineux sur les réseaux sociaux l'ont poussée à faire une tentative de suicide en 2013 et elle explique son geste : « Je sentais que je ne pouvais plus tolérer la douleur ».

#### Vie sentimentale
Entre 2012 et 2013, Jesy Nelson a une relation avec le danseur Jordan Banjo, membre du groupe Diversity, pendant 10 mois. En 2014, elle fréquente le chanteur Jake Roche, leader du groupe Rixton — avec qui elle se fiance en juillet 2015, mais le couple se sépare en octobre 2016. En début d'année 2017, elle fréquente brièvement Chris Clark, un candidat de télé-réalité britannique. Entre 2017 et 2018, Jesy Nelson est en couple avec le rappeur Harry James Byart, pendant 18 mois. Elle vit ensuite une histoire d'amour avec Chris Hughes, ancien participant de l'émission de télé-réalité britannique Love Island, entre janvier 2019 et avril 2020. Dans l'été 2020, elle entame une relation avec l'acteur Sean Sagar, qui se termine au printemps 2021,. En fin d'année 2021, elle a une brève liaison avec l'acteur Lucien Laviscount.
Depuis novembre 2022, Jesy Nelson partage la vie du chanteur Zion Foster — de huit ans son cadet. Ils collaborent ensemble en 2024 sur la chanson Mine. En janvier 2025, elle annonce être enceinte. Quelques semaines plus tard, elle dévoile subir de nombreuses complications durant sa grossesse, souffrant du syndrome transfuseur-transfusé ; elle se fait alors opérer en urgence le 8 mars 2025. Le 15 mai 2025, elle accouche prématurément de jumelles, Ocean Jade Nelson-Foster et Story Monroe Nelson-Foster, à seulement 31 semaines de grossesse.

## Discographie

### Singles
- 2021 : Boyz (Feat. Nicki Minaj)
- 2023 : Bad Things
- 2024 : Mine (Feat. Zion Foster)